# Chrysobothris caurina
Chrysobothris caurina är en skalbaggsart som beskrevs av Horn 1886. Chrysobothris caurina ingår i släktet Chrysobothris och familjen praktbaggar. Inga underarter finns listade i Catalogue of Life.